# A hat Thatcher
A hat Thatcher (eredeti címén The Six Thatchers) a Sherlock című televíziós sorozat tizenegyedik epizódja. A történet alapjául Sir Arthur Conan Doyle „A hat Napóleon” című novellája szolgált.
2017. január 1-jén mutatták be a BBC-n.

## Cselekmény
|  | Alább a cselekmény részletei következnek! |

Sherlockot sikeresen tisztázzák Charles Augustus Magnussen meggyilkolásának vádja alól, amelyhez kell az is, hogy Mycroft egy módosított kamerafelvétellel azt a látszatot kelti, hogy egy mesterlövész végzett a férfival. Eközben megszületik John és Mary kislánya, Rosamund. Sherlock teljesen a rabjává válik annak, hogy kiderítse, miben áll Moriarty halál utáni bosszúja, így Mycroft és Lestrade is segítenek neki abban, hogy látszólag egyszerű bűnügyek megfejtésével felgöngyölíthesse az azok mögött vélhetően rejtőző nagyobb jelentőségű tényeket. Eközben John szemmel láthatóan viszonyt kezd egy nővel, akit a buszon ismert meg, de végül ír neki egy SMS-t, hogy köztük mindennek vége.
Sherlock kivizsgál egy esetet, amelyben egy konzervatív miniszter fiát találják meg holtan egy autóbaleset után, miközben neki éppen Nepálban kellene lennie. Bár gyorsan megfejti az esetet, szemet szúr neki, hogy Margaret Thatcher egykori brit miniszterelnök szobrát, ami a házban volt, valaki magával vitte és összetörte a bejáratnál. Miután négy másik helyszínen is ugyanez történik, az ötödik szoborról kiderül, hogy egy pendrive-ot rejtett, amelyen Mary múltjával kapcsolatos információk voltak. A tettes, aki egykor Mary ügynöktársa volt, úgy véli, hogy elárulta őt, és ezért bosszúra éhes. Sherlock kivallatja Maryt, aki elmondja, hogy egy különleges osztag, az A.G.R.A. tagja volt. A négy betű a négy tag nevéből állt össze, ebből ő volt R, azaz Rosamund (az igazi neve), és A, azaz Ajay az ő üldözője. Mindegyiküknek a birtokában volt egy pendrive, melyen információk voltak a többiekről. Hat évvel korábban a tbiliszi brit nagykövetségen voltak egy túszmentő akción, amely rosszul végződött, s mely az A.G.R.A. tagjainak halottá nyilvánításával zárult („Ámor” kódnéven). Mary ennek köszönhetően tudott kiszállni. Sherlock megpróbálja rábírni, hogy ne üldözze Ajayt, és Mary ebbe látszólag bele is megy, de aztán elkábítja Sherlockot és egykori társa nyomába indul.
Mary keresztülutazza a világot, véletlenszerű úticélokat és identitásokat választva, hogy ne találjanak rá. Sherlock és John mégis rálelnek Marokkóban, köszönhetően a pendrive-ba rejtett jeladónak. Sajnos Ajay ugyancsak rájuk lel, aki elmondja, hogy őt elfogták a terroristák, ezért rejtette el a saját pendrive-ját, de amint lehetősége nyílt rá, elindult, hogy bosszút álljon. Míg fogságban volt, hallotta, hogy „a mór” és egy „angol nő” felelősek a küldetése kudarcáért. Még mielőtt bármit is tehetne, a rendőrség végez a bérgyilkossal. Sherlockék kikövetkeztetik, hogy Ajay abban a téves feltevésben volt, hogy az „angol nő” Mary, ezért akarta őt megölni.
Csakhogy időközben kiderül Mycrofttól, hogy „a mór” kódnév téves, az igazából Ámorra vonatkozik. Ámor pedig nem más, mint Lady Elizabeth Smallwood, akinek kódneve (Love) angolul ugyanezt jelenti, Mycroft kihallgatja őt, aki tagadja, hogy a grúziai eseményekhez bármi köze lenne.Közben Sherlock rájön Mary egyik elszólásából, hogy a beosztottaknak néha olyan információk lehetnek a birtokukban, amire nem is gondolnának. Így jut el Lady Smallwood idős titkárnőjéhez, Vivian Norburyhez, akivel a londoni akváriumban találkozik. A nő bevallja, hogy ő használta a kódnevet, hogy megszabaduljon a túszoktól és az A.G.R.A. csapattól is egy füst alatt. A célja a brit nagykövet halála volt, aki rájött, hogy Vivian államtitkokat adott el. Le akarja lőni Sherlockot, de az utolsó pillanatban felbukkan Mary, és a golyó elé veti magát. A lövés végzetes: Mary meghal, John és Sherlock között pedig látványosan megromlik a viszony, utóbbi ugyanis megígérte, hogy megvédi Maryt.
Vivian letartóztatása után Mycroft a 13-as számot tartalmazó cetlit talál a hűtőjén, amely nyugtalansággal tölti el, és azonnal intézkedni kezd: felhívja a rejtélyes Sherrinfordot. Sherlock terapeutához megy, de nem igazán tud beszélni arról, mit is érez. A Baker Streeten gyászol együtt Mrs. Hudsonnal, ahol is talál egy DVD-t, Mary utolsó videóüzenetével. Ebben arra kéri őt, hogy védje meg John Watsont. Sherlock el is indul hozzá, ahol csak Mollyt találja a kis Rosamunddal, és egy üzenettel: John most mindenki mástól elfogadja a segítséget, csak tőle nem. Sherlock végül rájön arra, hogy Mary halála elkerülhetetlen volt, de a körülményeken lehet, hogy lehetett volna változtatni.
A stáblista után egy plusz jelenetben Mary elküldi a pokolba Sherlock Holmes-t.
|  | Itt a vége a cselekmény részletezésének! |

## Szereplők
| Szereplő                 | Színész              | Magyar hang        |
| ------------------------ | -------------------- | ------------------ |
| Sherlock Holmes          | Benedict Cumberbatch | Simon Kornél       |
| Dr. John Watson          | Martin Freeman       | Görög László       |
| Mrs. Hudson              | Una Stubbs           | Tímár Éva          |
| Lestrade felügyelő       | Rupert Graves        | Sarádi Zsolt       |
| Mycroft Holmes           | Mark Gatiss          | Kálid Artúr        |
| Mary Watson              | Amanda Abbington     | Ruttkay Laura      |
| Ajay                     | Sacha Dhawan         |                    |
| Molly Hooper             | Louise Brealey       | Csuha Borbála      |
| Nő a buszon              | Sian Brooke          | Kardos Eszter      |
| Vivian Norbury           | Marcia Warren        | Pásztor Erzsi      |
| Lady Elizabeth Smallwood | Lindsay Duncan       | Menszátor Magdolna |

## Érdekességek
- Az epizód végén, amikor Sherlock Mrs. Hudsonnal beszélget, és azt mondja neki, hogyha egyszer túl magabiztos lenne, csak suttogja a fülébe, hogy „Norbury”, az egy utalás „A sárga arc” című novellára.
- A Sherlock által az epizód elején és végén mesélt történet egy klasszikus mezopotámiai mese, melyet W.S. Maugham írt meg regény formájában. Sherlock nem szerette ezt a sztorit, amire Mycroft utal is azzal, hogy megemlíti: öccse átírta, hogy a kereskedő végül kalóz lehessen.
- Az egyik eset kinyomozásakor Sherlock megemlíti, hogy a megfejtés „sosem az iker”, amely egy visszautalás „A szörnyű menyasszony” című epizódra, ahol ugyanez hangzott el. Az ezt követő esetben pedig utalások hangzanak el a Dr. House című televíziós sorozatra, amelyben House egyfajta orvos-Sherlock, Watson párja pedig Dr. Wilson. Mi több, Dr. House egyik visszatérő frázisa, hogy a diagnózis „sosem lupus”. Sajnos a magyar szinkronban ez kicsit nehezebben felfedezhető, ugyanis a John által papírra vetett, a képernyőn olvasható írásokat is szinkronizálták, mely így egyszerre hangzik el Sherlock mondataival.